# Emilio Molinari
Emilio Molinari (ur. 12 listopada 1939 w Mediolanie, zm. 5 lipca 2025) – włoski polityk i działacz związkowy, senator krajowy, od 1984 do 1985 poseł do Parlamentu Europejskiego II kadencji.

## Życiorys
Pracował jako robotnik w fabryce Borletti. Był jednym ze współzałożycieli organizacji związkowej Confederazione Unitaria di Base. Został sekretarzem komunistycznej organizacji parapolitycznej Avanguardia Operaia, która w 1975 stała się częścią Demokracji Proletariatu (w tej partii również był sekretarzem). Później przeszedł na rentę.
W 1975 kandydował do rady miejskiej Mediolanu z listy Demokracji Proletariatu, później zdobył miejsce w radzie regionu Lombardia. W 1984 uzyskał mandat posła do Parlamentu Europejskiego. Przystąpił do Grupy Tęcza, należał do Komisji ds. Energii, Badań Naukowych i Technologii oraz Delegacja ds. stosunków z Japonią. Z fotela europarlamentarzysty zrezygnował 2 września 1985. W latach 1992–1994 zasiadał w Senacie z ramienia Federacji Zielonych. Początkowo należał do grupy mieszanej, od listopada 1992 do federacyjnego klubu Zieloni-La Rete. Później zajął się działaniem na rzecz dostępności wody pitnej, został prezesem Comitato Italiano per un Contratto Mondiale sull’Acqua. Opublikował poświęconą temu tematowi książkę i zaangażował się w protesty przeciw prywatyzacji usług dostępu do wody (nad którym głosowano podczas referendum w 2011).